# Carl Grossberg

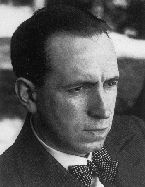
Carl Grossberg

Carl Grossberg (Elberfeld, 6 september 1894 - Laon, 19 oktober 1940) was een Duits kunstschilder. Hij wordt gerekend tot de stroming van de Neue Sachlichkeit.

## Leven en werk
Grossberg studeerde architectuur in Aken en Darmstadt. Tijdens de Eerste Wereldoorlog diende hij aan het front, waar hij begin 1918 gewond raakte en terug naar huis keerde. Na de oorlog studeerde hij aan de Hogeschool voor Beeldende Kunsten in Weimar en vervolgens bij Bauhaus, onder Lyonel Feininger. In 1921 verhuisde hij naar Sommerhausen bij Würzburg, waar hij trouwde met Tilde Schwarz, met wie hij twee kinderen kreeg.
In 1925-1926 bezocht hij Nederland en maakte diverse stadsgezichten in Amsterdam. In 1926 had hij ook zijn eerste grote solotentoonstellingen bij Galerie Neuman-Nierendorf en Kunsthaus Schaller in Stuttgart. In 1929 nam hij deel aan de expositie 'Neue Sachlichkeit' in het Stedelijk Museum te Amsterdam. In 1931 won hij de Prix de Rome en een beurs voor een verblijf in de Villa Massimo te Rome.
Het werk van Grossveld is een schoolvoorbeeld van de schilderkunst van de Neue Sachlichkeit. Vanaf midden jaren twintig houdt hij een veristisch-neoclassicistische stijl aan, leunend op de filosofie van het functionalisme. Zijn schilderijen kenmerken zich door een uiterst scherpe uitbeelding met een welhaast microscopisch oog voor details. Hij legt een grote nadruk op de autonomie van de objecten, die uiterst statisch en steriel worden weergegeven: er is nauwelijks sprake van beweging. Aanvankelijk schildert hij vooral stadsgezichten, maar vanaf einde jaren twintig neemt hij steeds vaker ook architectonische werken, industriële omgevingen en machines als thema voor zijn werk. Door het toevoegen van droomeffecten heeft zijn werk ook wel een brugfunctie naar het magisch realisme en het surrealisme.
Schilders van de Neue Sachlichkeit waren in de jaren dertig vaak politiek geëngageerd, óf met uiterst links, óf met uiterst rechts. In 1935 nam ook Grossberg van de nationaalsocialisten een opdracht aan voor een grote wandschildering voor de propagandistische expositie 'Deutsches Volk – Deutsche Arbeit'. In datzelfde jaar had hij nog een grote solo-expositie bij de Kestner-Gesellschaft in Hannover.
Bij het begin van de Tweede Wereldoorlog trad Grossberg opnieuw in militaire dienst. Toen hij in oktober 1940 voor verlof vanuit Noord-Frankrijk naar huis keerde kwam hij tijdens een auto-ongeval om het leven.

## Galerij

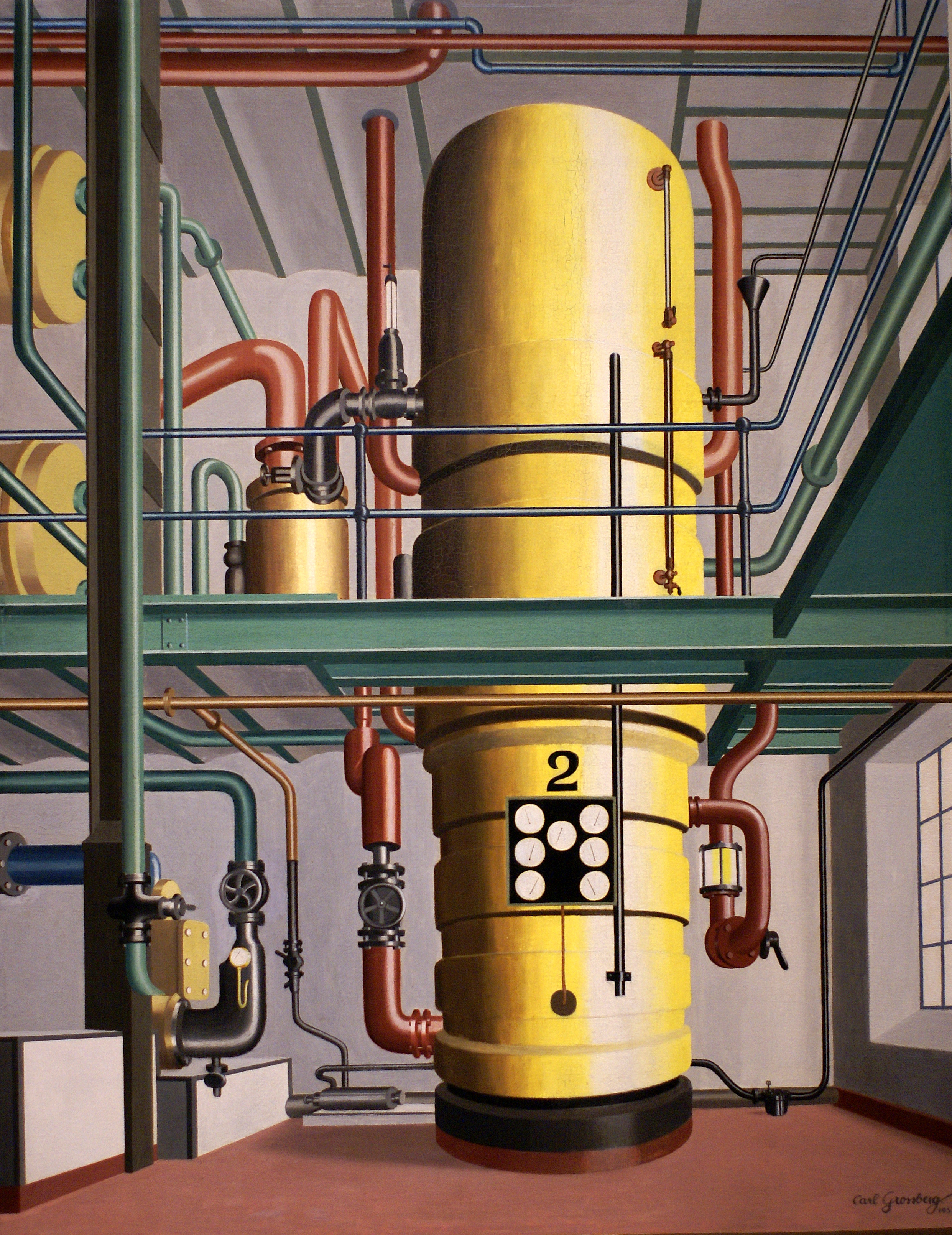
De gele boiler, 1933
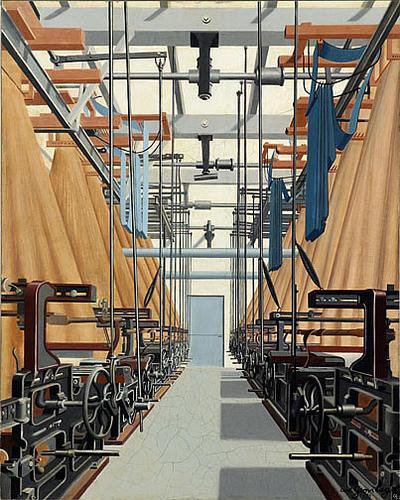
Jacquard-weverij, 1934
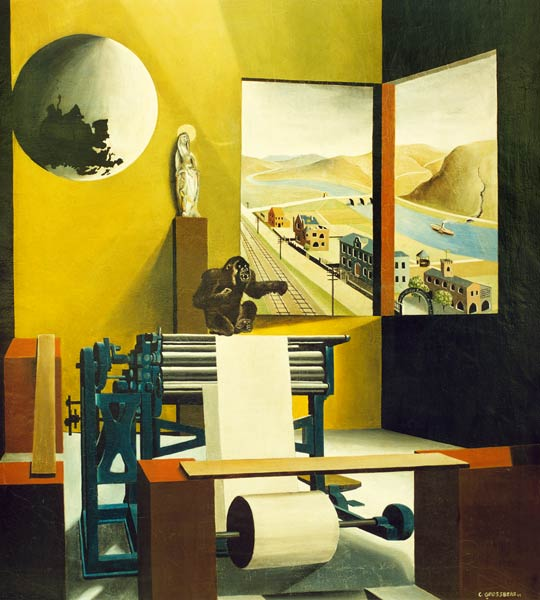
Machineruimte, 1925
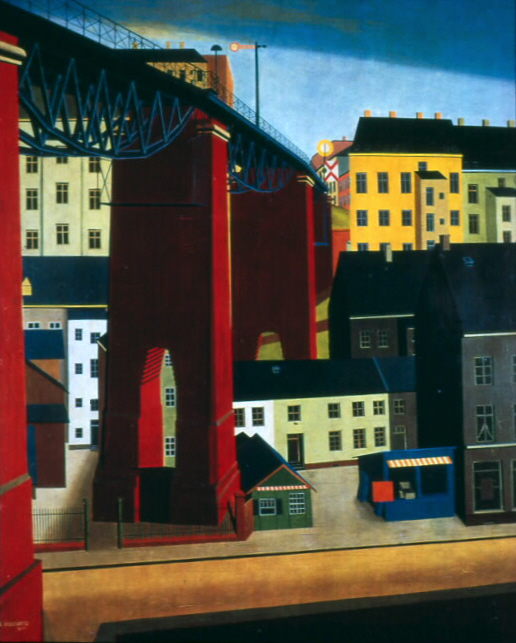
Brug over de Schwarzbachstraße, Wuppertal, 1927
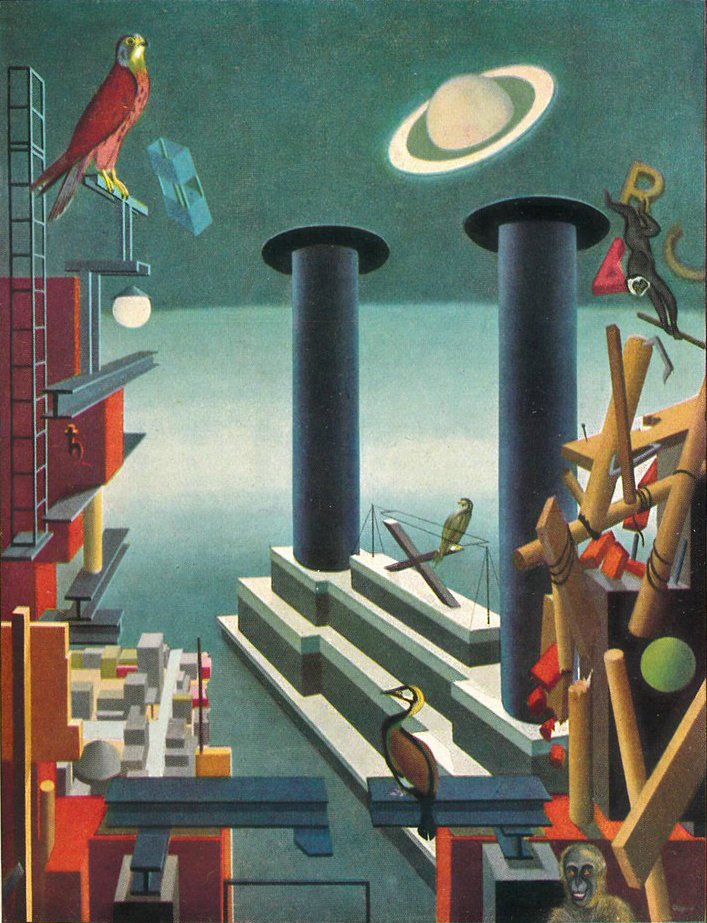
Droombeeld rotatie, 1929
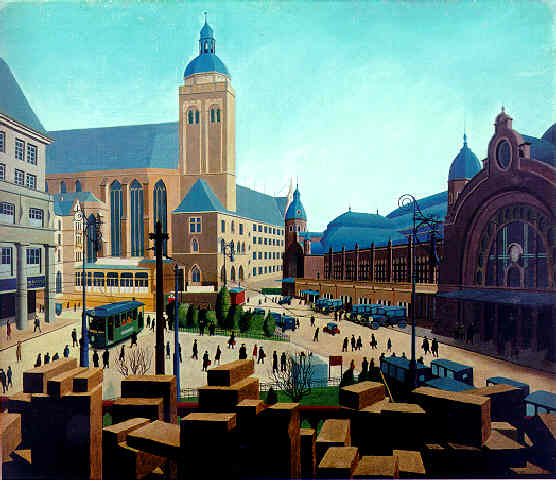
Centraal Station, Keulen, 1927
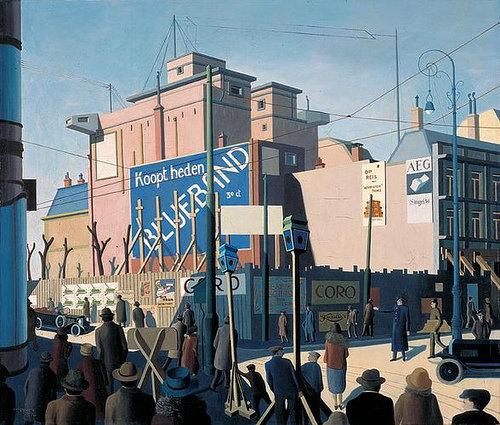
Muntplein, Amsterdam, 1925
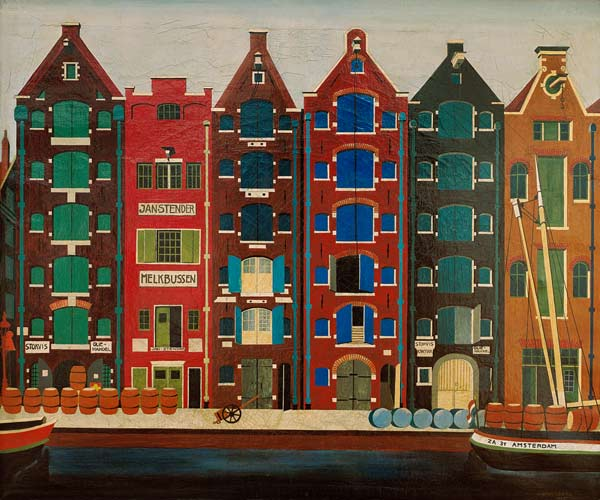
Brouwersgracht, Amsterdam, 1925
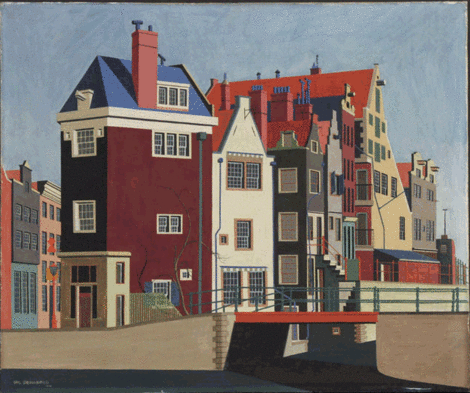
Rokin, Amsterdam, 1925
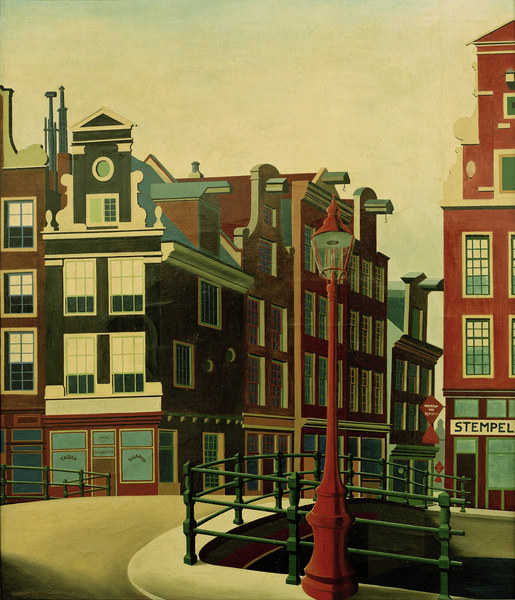
Singelgracht, Amsterdam, 1925